# Eurhynchium trichocladoides
Eurhynchium trichocladoides är en bladmossart som beskrevs av Ignatov in Ignatov, T. Koponen och J.C. Norris 1999. Eurhynchium trichocladoides ingår i släktet sprötmossor, och familjen Brachytheciaceae. Inga underarter finns listade i Catalogue of Life.